# Rave Un2 the Joy Fantastic
Rave Un2 the Joy Fantastic es el vigesimosegundo álbum de estudio del músico estadounidense Prince, publicado el 2 de noviembre de 1999 por Arista Records. Lanzado poco tiempo después de The Vault: Old Friends 4 Sale, el disco contiene un sonido más comercial que su antecesor. Contó con la participación de estrellas invitadas como Gwen Stefani y Sheryl Crow.

## Lista de canciones
1. "Rave Un2 the Joy Fantastic" (4:18)
2. "Undisputed" (con Chuck D) (4:19)
3. "The Greatest Romance Ever Sold" (5:29)
4. "Segue I" (0:04)
5. "Hot Wit' U" (con Eve, 5:11)
6. "Tangerine" (1:30)
7. "So Far, So Pleased" (con Gwen Stefani, 3:23)
8. "The Sun, the Moon and Stars" (5:15)
9. "Everyday Is a Winding Road" (6:12)
10. "Segue II" (0:18)
11. "Man'O'War" (5:14)
12. "Baby Knows" (con Sheryl Crow, 3:18)
13. "I Love U, but I Don't Trust U Anymore" (con Ani DiFranco, 3:33)
14. "Silly Game" (3:29)
15. "Strange but True" (4:12)
16. "Wherever U Go, Whatever U Do" (incluye las canciones ocultas "Segue III" y "Prettyman", 8:50)